# Gravier de Gargantua (Croth)
Der Gravier de Gargantua (deutsch Gargantuas Kiesel) ist ein Megalith in der Mitte eines Waldes nahe der Forststraße „Chemin de Gargantua“ in Buisson de Croth, südwestlich von Croth im äußersten Südosten des Département Eure in der Normandie in Frankreich.
Das Denkmal besteht aus zwei nebeneinander liegenden flachen gespaltenen Platten. Eine ist 4,45 m lang, 1,7 m breit und 0,7 m dick. Die andere ist 4,4 m lang und 0,6 m dick. Ihre Breite variiert von 1,7 bis 2,65 m (in der Mitte). Die Analogie der Spaltkanten lässt darauf schließen, dass es sich um einen Block handelt, der zerbrochen ist.
Der Megalith wird 1897 zum ersten Mal von Léon Coutil beschrieben. Die Lage nahe der Kreuzung zweier Pfade und der Name „Gargantua“ wird vielen Menhiren in der Region zugeschrieben (Gravier de Gargantua in Port-Mort, Pierre de Gargantua in Neaufles-Auvergny und Caillou de Gargantua in Caillouet-Orgeville). Das führte zu der Auffassung, dass es ein zerbrochener Menhir couché (schlafend) ist.
Henri Lamiray stellte 1936 fest, dass die beiden Elemente desselben Blocks und andere kleinere Steine in der Nähe zu einem Dolmen gehören, der wahrscheinlich beim Bau der Straße zerstört wurde. Ausgrabungen unter den Steinen brachten aber keine Ergebnisse.